# Katsuragi (Wakayama)
Katsuragi (かつらぎ町?) è una cittadina giapponese della prefettura di Wakayama.